# Hao Jiachen
Jiachen Hao (郝佳晨) (18 augustus 1992) is een Chinees schaatsster. In 2015 debuteerde ze op de wereldkampioenschappen all-round met een 19e plaats.

## Persoonlijke records[1]
| Afstand    | Tijd    | Datum            | Baan           |
| ---------- | ------- | ---------------- | -------------- |
| 500 meter  | 39,43   | 18 december 2015 | Urumqi         |
| 1000 meter | 1.15,55 | 14 november 2015 | Calgary        |
| 1500 meter | 1.54,41 | 9 december 2017  | Salt Lake City |
| 3000 meter | 4.02,78 | 10 december 2017 | Salt Lake City |
| 5000 meter | 7.11,10 | 20 november 2015 | Salt Lake City |

Bijgewerkt dec 2021

## Resultaten
| Jaar | WK Allround             | WK Afstanden                              | Olympische Spelen                    |
| ---- | ----------------------- | ----------------------------------------- | ------------------------------------ |
| 2015 | NC19 (19e, 23e, 20e, -) |                                           |                                      |
| 2016 | NC15 (13e, 17e, 15e, -) | 13e 1500m 22e massastart 8e achtervolging |                                      |
|      |                         |                                           |                                      |
| 2018 | NC17 (16e, 12e, 20e, -) |                                           | 20e 1500m 21e 3000m 5e achtervolging |